# Circuito de Cartagena
Der Circuito de Cartagena, offiziell Circuito Permanente de Velocidad de Cartagena genannt, ist eine permanente Motorsportrennstrecke in Cartagena in der autonomen Region Murcia im Südosten von Spanien. Sie liegt etwa 7 km nordwestlich des Mittelmeerhafens von Cartagena an der Autopista del Mediterrano (AP-7). Der Rundkurs wird hauptsächlich für nationale und internationale Motorradrennen, Trackdays und Trainings genutzt.

## Geschichte
Der Rundkurs wurde 1995 eröffnet. 2007 wurde ein neues Boxengebäude errichtet. Seit 2009 verfügt die Strecke über eine Flutlichtanlage, die einen Rennbetrieb auch in der Dunkelheit ermöglicht. Im Mai 2011 wurde die letzte Kurve des bis dahin nur aus einer Streckenvariante bestehenden Kurses mit einer zusätzlichen Kurzanbindung versehen, so das seitdem an dieser Stelle bei Bedarf ein ca. 400 m langer Ovalkurs für Autocross- oder Supermoto-Wettbewerbe konfiguriert werden kann. Im Folgejahr wurde eine Kartbahn der Anlage hinzugefügt. 2020 wurden im südöstlichen Teil der Strecke 2 weitere Kurzanbindungen angelegt, so das nun bis zu 5 Streckenvarianten konfigurierbar sind.

## Streckenbeschreibung
Die maximal 3506 m lange, im Uhrzeigersinn zu befahrende Strecke umfasst 18  Kurven und einen Höhenunterschied von 13 m. Die Breite der Strecke beträgt durchschnittlich 10 m und 12 m auf der 610 m langen Start- und Zielgerade. Die Rennstrecke war zwischenzeitlich FIA und FIM homologiert. Diese Homologationen sind allerdings ausgelaufen und wurden nicht erneuert. Derzeit besitzt der Kurs lediglich eine nationale Homologation.
Der Boxenkomplex beinhaltet neben der Dusch- und Toilettenanlage 18 Einzelboxen mit einer Fläche von 66 m² und 12 Boxen mit 42 m². Alle 30 Boxen verfügen über Strom-, Druckluft- und Wasseranschluss. Das Fahrerlager hat eine Grundfläche von 52.000 m². Im Nebengebäude befinden sich ein Restaurant sowie Tagungs- und Schulungsräume.
Zur Anlage gehört auch ein Verkehrsübungsplatz sowie eine Kartbahn.

## Veranstaltungen
Von 1996 bis 2008 gastierte zwischenzeitlich die Motorrad-Europameisterschaft auf dem Kurs. Seitdem finden allerdings nur noch nationale Läufe und aktuell nur noch Trackdays und Trainings auf der Strecke statt.
Aktuell starten die Motorrad-Serien der Copa de España de Velocidad und das Campeonato de Andalucía de Velocidad regelmäßig auf dem Kurs.

## Trivia
2007 fand der 5. Lauf zur Motorrad-Europameisterschaft auf der Strecke statt.
Am Freitag, dem 13. Februar 2009, stürzte der Weltmeister der Formel 1 Michael Schumacher bei einem Superbike-Training. Schumacher hatte bei dem Motorrad-Unfall eine schwere Nackenverletzung erlitten und musste ins Krankenhaus Hospital Virgen de la Arrixaca überführt werden.